# Silvanus costatus
Silvanus costatus es una especie de coleóptero de la familia Silvanidae.

## Distribución geográfica
Habita en Argentina.